# Yankari Game Reserve
Das Yankari Game Reserve (dt. „Yankari-Wildreservat“) ist ein Naturschutzgebiet und ehemaliger Nationalpark im Osten Nigerias.

## Geschichte
Im Jahr 1953 empfahl die regionale Kommission für den Schutz der Wildtiere, in Bauchi ein Testreservat einzurichten. Der Vorschlag wurde vom damaligen Umwelt- und Landwirtschaftsminister Alhaji Muhammadu Ngeleruma unterstützt, der bereits ein sudanesisches Wildtierreservat besichtigt hatte. Die Verwaltung des Protektorats Nordnigeria genehmigte den Antrag 1956, die Eröffnung folgte am 1. Dezember 1962 als erstes Wildtierreservat Nigerias. 1992 wurde das Gebiet als sechster Nationalpark des Landes ausgewiesen, jedoch wurde dieser Status auf Antrag der Regierung von Bauchi im Juni 2006 wieder aberkannt.

## Geographie

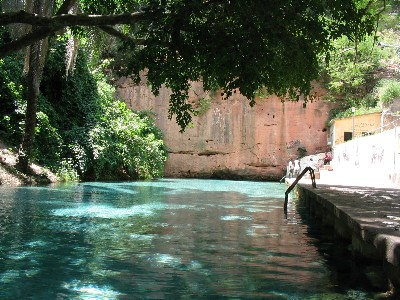
Wikki Warm Spring

Das Yankari Game Reserve liegt im Süden der Trockensavanne in der Großlandschaft Sudan und besteht aus Grassavanne und Wäldern. Das Schutzgebiet stellt eine unbesiedelte Insel aus Savannenwald dar, die von offeneren, landwirtschaftlich genutzten Flächen umgeben ist. Sie hat eine Fläche von 2244 km². Eine Aussicht über das Schutzgebiet bieten der Kalban Hill und Kanyo Hill. Das Yankari Game Reserve liegt innerhalb des Bundesstaats Bauchi. Die nächstgelegene Stadt ist Gombe nordöstlich des Schutzgebiets im gleichnamigen Bundesstaat. Der Haupteingang zum Park befindet sich jedoch im Nordwesten im Dorf Mainamaji und ist von dem am Gongola und an der Bauchi und Gombe verbindenden Schnellstraße gelegenen Ort Dindima aus über eine Landstraße erreichbar. Diese führt weiter ins Schutzgebiet bis zum Wikki Camp nahe dem Fluss Gaji. Innerhalb des Schutzgebiets befinden sich ansonsten keine Siedlungen, jedoch Dörfer an den Rändern um das Gebiet, die ursprünglich von Jägern gegründet wurden. Geologisch liegt das Wildreservat fast vollständig in der Kerri-Formation des Tertiärs, bestehend aus Sandstein, Schluffstein und Kaolinit. Darunter liegt die Gombe-Formation der Kreidezeit aus Sandstein, Schluffstein und Eisenerz. Innerhalb des Gebiets befinden sich mehrere natürliche, heiße Quellen, darunter die Wikki Warm Spring. Die Quelle hat eine konstante Temperatur von 31,1 °C und ist etwa 13 Meter lang und zwei Meter tief. Der Name Wikki stammt aus der Duguri-Sprache und bedeutet „wo bist du“. Eine weitere heiße Quelle ist Dimil Warm Spring etwa 17 Kilometer südöstlich des Wikki Camps mit einer Temperatur von 35 °C und höherer Schwefelkonzentration. Eine dritte heiße Quelle mit Temperaturen von 33 °C ist Mawulgo und eine vierte Gwan, während eine fünfte, kleinere Quelle namens Tungan Naliki als einzige keine höheren Wassertemperaturen aufweist. Besonders während der Trockenzeit ist das Leben der Tiere vom Fluss Gaji und seinen Zuflüssen als einziger Wasserquelle im Schutzgebiet abgängig. Der Gaji teilt den Park in zwei Teile. Die Zuflüsse Yashi und Yuli münden von der Westseite in ihn.

Die Trockenzeit im Yankari Game Reserve dauert etwa von November bis Mai mit den höchsten Temperaturen im März und April. Teilweise setzt der Regen bereits Ende April ein.

## Flora und Fauna

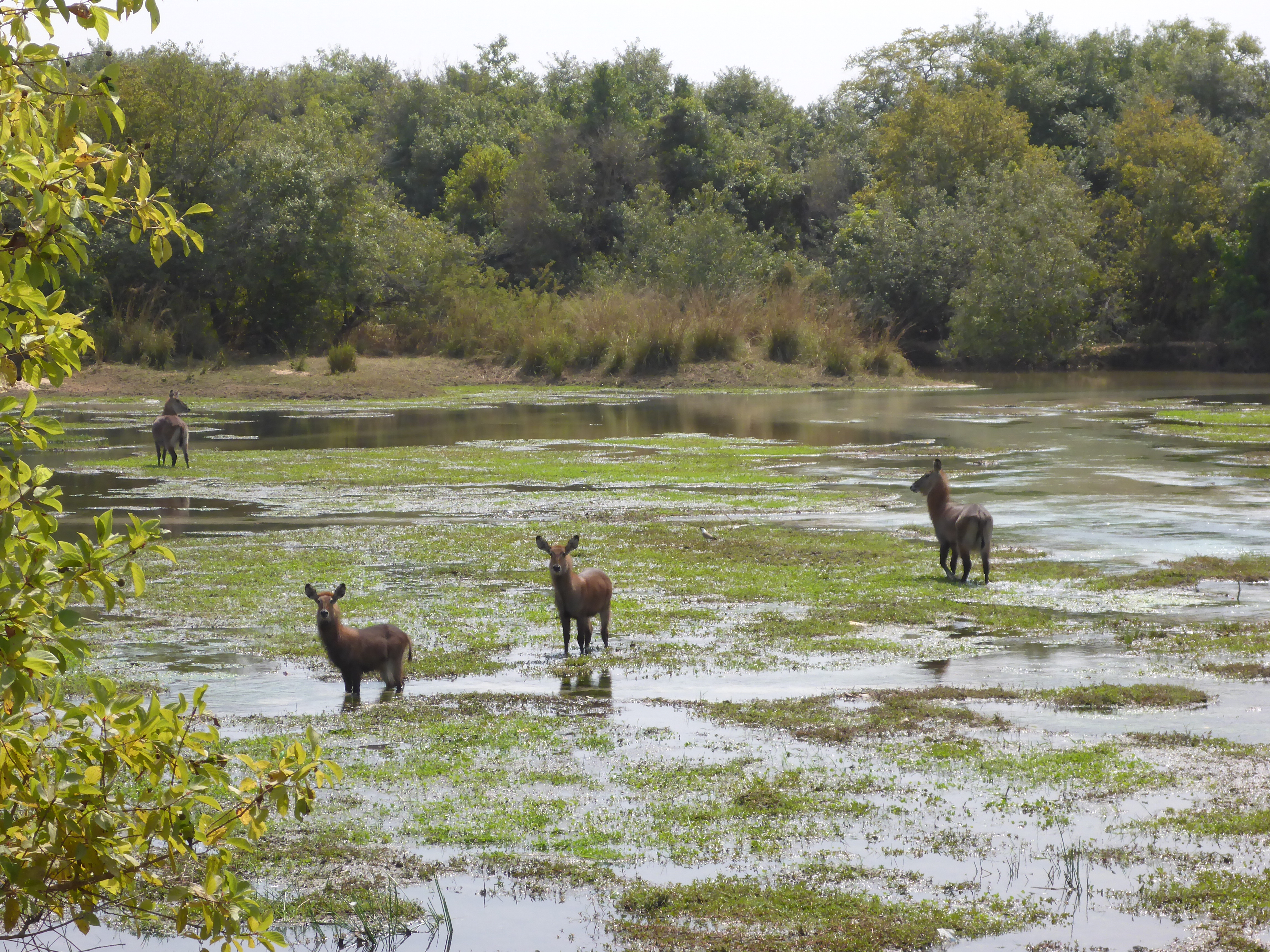
Defassa-Wasserböcke am Gaji

Die Vegetation teilt sich in Auwald und trockene Savannenwälder auf. In den Auwäldern dominierende Pflanzenarten umfassen das Mahagonigewächs Khaya senegalensis, die Lippenblütlerart Vitex doniana, die Akazienart Acacia sieberiana, den Tamarindenbaum, die Äthiopische Palmyrapalme und die Hülsenfrüchtlerart Daniella oliveri. Entlang trockener Bereiche am Fluss finden sich für das Wildreservat charakteristische und in Nigeria so einzigartige Baumbestände von Pteleopsis habeensis, einer Flügelsamengewächsart. In den saisonal überschwemmten Ebenen wachsen dagegen vor allem Feigen und die Mimose Mimosa pigra.
Die Savannenwälder des Wildreservats umfassen Baumarten wie die Johannisbrotgewächse Burkea africana, Detarium microcarpum, Isoberlinia doka und Afzelia africana, die Schmetterlingsblütlerart Pterocarpus erinaceus, das Flügelfruchtgewächs Monotes kerstingii sowie die Flügelsamengewächse Combretum glutinosum und Anogeissus leiocarpus. Darunter wachsen häufig Sträucher der Gardenienart Gardenia aqualla und das Mimosengewächs Dichrostachys glomerata. Die dominierenden Gräser sind die Süßgräser der Gattung Hyparrhenia H. involucrata und H. bagirmica.
Zu den über 50 Säugetierarten im Park zählen unter anderem der Afrikanische Elefant, der Löwe, der Kaffernbüffel, die Pferdeantilope, die Westafrika-Kuhantilope, der Defassa-Wasserbock, Buschböcke, Warzenschweine und das Flusspferd. Die Löwenpopulation im als Lion Conservation Unit eingestuften Schutzgebiet wurde Stand 2006 auf etwa 50 Tiere geschätzt. Die Yankari-Spitzmaus ist nach ihrem Fundort im Schutzgebiet benannt. Im Park vorkommende Primaten umfassen den Anubispavian, den Husarenaffen und die Tantalus-Grünmeerkatze.
Das Wildreservat ist zudem eine durch BirdLife International identifizierte Important Bird Area. Mindestens 337 Vogelarten wurden gezählt. Ein hier seltener Überwinterungsgast ist der Schwarzstorch, dagegen ist der Sattelstorch regelmäßig anzutreffen.

## Einrichtungen und historische Sehenswürdigkeiten
Das touristische Zentrum des Parks ist das Wikki Camp mit Übernachtungsmöglichkeiten, Restaurants, Geschäften, Konferenzzentren und anderem. Hier befindet sich zudem das 1985 eröffnete Yankari-Museum. Die Exponate umfassen Jagdtrophäen wie Tierhäute und -hörner sowie Tierpräparate und von Wilderern beschlagnahmte Jagdausrüstung. Sieben Kilometer nordöstlich des Wikki Camps befinden sich die Marshall-Höhlen. Sie sind nach P.J. Marshall benannt, der sie 1980 entdeckte. Sie bestehen aus 59 miteinander verbundenen Wohnhöhlen, von denen angenommen wird, dass sie Menschen während der Zeit des Sklavenhandels Schutz geboten haben. Sie wurden in den Sandsteinfelsen gegraben und beinhalten Felsmalereien und Gravuren. Die Höhlen haben einen durchschnittlichen Durchmesser von 2,5 Metern und eine Deckenhöhe von 1,5 Metern. Die kreisförmigen Höhleneingänge sind jeweils etwa einen halben Meter breit. Viele der Höhlen sind miteinander verbunden. Eine historische Stätte ist zudem Dukkey Wells, die aus einer Linie von 139 unterirdisch miteinander verbundenen Brunnen besteht. Dort rasteten die Sklavenhändler auf ihrer Route von Duguri nach Pali für ihre Wasserversorgung. Im Yankari Game Reserve befindet sich zudem das historische Shau-Shau-Eisenschmelzwerk, das aus etwa 60 Schachtöfen besteht. Es war eines der größten Industriestätten seiner Zeit in der westafrikanischen Subregion.
Die Anzahl der Besucher im Schutzgebiet betrug im Jahr 2000 etwa 20.000 Touristen aus über 100 verschiedenen Ländern.